# Williams FW10
Williams-Honda FW10 je Williamsov dirkalnik Formule 1, ki je bil v uporabi v sezoni 1985, ko sta z njim dirkala Nigel Mansell in Keke Rosberg. Oba sta dosegla po dve zmagi, Mansell na Velikih nagradah Evrope in Južne Afrike, Rosberg pa na Velikih nagradah vzhodnih ZDA in Avstralije. Ob tem sta dosegla še štiri uvrstitve na stopničke, tri najboljše štartne položaje in štiri najhitrejše kroge, kar je na koncu pomenilo tretje mesto v prvenstvu z 71-imi točkami.

## Popolni rezultati Formule 1
(legenda) (Odebeljene dirke pomenijo najboljši štartni položaj, poševne pa najhitrejši krog)
| Leto | Moštvo   | Motor                  | Gume | Dirkača       | 1   | 2   | 3   | 4   | 5   | 6    | 7   | 8   | 9   | 10  | 11  | 12  | 13  | 14 | 15  | 16  | Toč | Prv |
| ---- | -------- | ---------------------- | ---- | ------------- | --- | --- | --- | --- | --- | ---- | --- | --- | --- | --- | --- | --- | --- | -- | --- | --- | --- | --- |
| 1985 | Williams | Honda RA 163E V6 (t/c) | G    |               | BRA | POR | SMR | MON | KAN | VZDA | FRA | VB  | NEM | AVT | NIZ | ITA | BEL | EU | JAR | AVS | 71  | 3.  |
| 1985 | Williams | Honda RA 163E V6 (t/c) | G    | Nigel Mansell | Ret | 5   | 5   | 7   | 6   | Ret  | DNS | Ret | 6   | Ret | 6   | 11  | 2   | 1  | 1   | Ret | 71  | 3.  |
| 1985 | Williams | Honda RA 163E V6 (t/c) | G    | Keke Rosberg  | Ret | Ret | Ret | 8   | 4   | 1    | 2   | Ret | 12  | Ret | Ret | Ret | 4   | 3  | 2   | 1   | 71  | 3.  |